# Тигерстедт, Аксель Фёдорович
Аксель Федорович Тигерстедт (26 декабря 1813, Сиббу — 30 мая 1870, Кисловодск) — русский военный деятель, выходец из финских шведов, генерал-майор (1855).

## Биография
Родился в 1813 году в Великом княжестве Финляндском в семье капитана торгового судна. Образование получил в Финляндском кадетском корпусе, откуда был выпущен в 1832 году прапорщиком в гвардейскую артиллерию. В 1835 году отправился на Кавказ, где принимал участие в Кавказской войне, а затем вновь вернулся в Санкт-Петербург, где снова служил в гвардейской артиллерии. 
В 1847 году был произведён в полковники и назначен командиром 3-й батареи 3-й Гвардейской и гренадерской артиллерийской бригады. Всего год спустя был  назначен командиром резервной бригады Гренадерской артиллерийской дивизии, во главе которой участвовал в Венгерском походе 1849 года.
В 1851 году был назначен командиром сводной резервной бригады 1-й, 2-й и 3-й артиллерийских дивизий, а на следующий год — командиром 13-й полевой артиллерийской бригады. Во время Крымской войны командовал артиллерией русского Ахалцыхского отряда и отличился при осаде крепости Карс, за что в 1855 году был произведён в генерал-майоры. 
В 1860 вышел в отставку, но в 1864 году вновь поступил на службу и был назначен командиром 38-й артиллерийской бригады. Скончался в 1870 году.

## Командование
- Резервная бригада Гренадерской артиллерийской дивизии (1848—1851)
- Сводная резервная бригада 1-й, 2-й и 3-й артиллерийских дивизий (1851—1852)
- 13-я полевая артиллерийская бригада в составе пехотной дивизии того же номера (1852—1859)
- 38-я полевая артиллерийская бригада в составе пехотной дивизии того же номера (1864—1870)